# Nick Venema
Nick Venema (Austerlitz, 9 april 1999) is een Nederlands voetballer die bij voorkeur als aanvaller speelt. In de zomer van 2025 verruilde hij Valenciennes FC voor FC Dordrecht.

## Clubcarrière

### Jong FC Utrecht
Venema is afkomstig uit de jeugdopleiding van FC Utrecht. Op 5 augustus 2016 debuteerde hij voor Jong FC Utrecht in de Eerste divisie tegen NAC Breda. Hij viel na 72 minuten in voor Rodney Antwi. De club uit Breda won de openingswedstrijd van het seizoen 2016/17 met 4–1.
Zijn eerste hattrick in het betaalde voetbal maakte Venema op 30 maart 2018. In een met 1-3 gewonnen uitwedstrijd bij Jong AZ had hij slechts 31 minuten nodig om tot een hattrick te komen.

### FC Utrecht
Zijn eredivisiedebuut maakte hij bij FC Utrecht. Op 12 februari 2017 werd uit tegen PSV gespeeld. Na 88 minuten verving hij Richairo Živković. De wedstrijd eindigde in een 3-0 nederlaag.
In de voorbereiding op seizoen 2017/2018 liet toenmalig coach Erik ten Hag Venema meetrainen bij het eerste elftal. Hierdoor kreeg hij een plaats in de selectie voor de wedstrijden in de voorronde van de Europa League. Venema nam plaats op de bank in de uitwedstrijden bij Valletta FC en Lech Poznan, maar kreeg geen speelminuten in Europa.
Op 29 oktober 2017 maakte Venema zijn eerste officiële eredivisiedoelpunt voor de hoofdmacht van FC Utrecht. Dit gebeurde in de thuiswedstrijd tegen NAC Breda. Door eerdere doelpunten van Janssen voor FC Utrecht en El Allouchi en Korte voor NAC Breda werd de eindstand op 2-2 gebracht door Venema.
Op 25 juli 2019 maakte Venema alsnog zijn Europese debuut. In een thuiswedstrijd tegen Zrinjski Mostar (1-1) kwam de aanvaller bij een 0-1 achterstand in de 57e minuut binnen de lijnen voor verdediger Justin Lonwijk.

### Almere City FC
FC Utrecht verhuurde Venema gedurende het seizoen 2019/20 aan Almere City FC. Hij debuteerde op 30 augustus 2019 in de Eerste divisie tegen Jong Ajax. Hij viel in de 78e minuut in en maakte in deze wedstrijd zijn eerste doelpunt voor zijn club en kreeg in de blessuretijd ook zijn eerste directe rode kaart wegens het onsportief duwen naar de tegenstander.

### NAC Breda
In augustus 2020 presenteerde NAC Breda de spits als huurling voor het seizoen 2020/21. Venema debuteerde op 29 augustus voor NAC in een 6–1 gewonnen wedstrijd tegen Jong AZ in de eerste speelronde. Hij scoorde de 6–1.

### VVV-Venlo
In het seizoen 2021/22 startte Venema opnieuw bij Jong FC Utrecht, waar hij door trainer Darije Kalezić werd aangewezen tot aanvoerder. In 19 competitiewedstrijden kwam hij tot 8 doelpunten. Twee daarvan scoorde hij op 10 december 2021 in een uitwedstrijd bij VVV-Venlo (1-2), uitgerekend de ploeg waar zijn beste vriend Mitchell van Rooijen speelde. Twee weken later maakte datzelfde VVV-Venlo bekend zich voor de rest van het seizoen te versterken met Venema die daarmee voor een derde keer door FC Utrecht werd verhuurd. Bij zijn debuut namens de Venlose eerstedivisionist op 9 januari 2022 was Venema direct trefzeker: hij scoorde de winnende goal in een uitwedstrijd bij De Graafschap (1-2).
Op 22 juni 2022 werd bekend dat Venema vanaf het seizoen 2022/23 definitief voor VVV-Venlo uit zal gaan komen. Hij tekende er een contract voor drie seizoenen. Venema speelde in anderhalf jaar 52 competitiewedstrijden voor de geelzwarten waarin hij 19 doelpunten scoorde. Ook scoorde hij nog eens twee goals in de play-offs van 2023 om promotie/degradatie. Daarin werd VVV na strafschoppen uitgeschakeld door Almere City FC dat wel naar de Eredivisie promoveerde.

### Valenciennes FC
Kort na aanvang van het seizoen 2023/24 werd de aanvaller door VVV "voor een mooi bedrag" verkocht aan Valenciennes FC. Op 15 augustus 2023 tekende Venema een contract voor drie jaar bij de club uit Ligue 2. Hij degradeerde met Valenciennes naar de Championnat National, waar hij nog een jaar speelde. In totaal speelde hij 47 westrijden voor de Franse ploeg, waarin hij vier keer scoorde.

### FC Dordrecht
Medio 2025 keerde Venema terug in de Eerste divisie bij FC Dordrecht, waar hij een contract voor twee jaar tekende met een optie voor nog een jaar.

## Statistieken

#### Beloften
| 2016/17                           | Jong FC Utrecht    | Eerste divisie  | 12 | 7  | 12 | 7  |
| 2017/18                           | Jong FC Utrecht    | Eerste divisie  | 23 | 13 | 23 | 13 |
| 2018/19                           | Jong FC Utrecht    | Eerste divisie  | 24 | 16 | 24 | 16 |
| 2019/20                           | Jong Almere City   | Derde divisie   | 1  | 2  | 1  | 2  |
| 2021/22                           | Jong FC Utrecht    | Eerste divisie  | 19 | 8  | 19 | 8  |
| 2023/24                           | Valenciennes FC II | National 3      | 1  | 0  | 1  | 0  |
| 2024/25                           | Valenciennes FC II | National 3      | 2  | 0  | 2  | 0  |
| Totaal beloften                   | Totaal beloften    | Totaal beloften | 82 | 46 | 82 | 46 |
| Bijgewerkt tot en met 5 juli 2025 |                    |                 |    |    |    |    |

#### Senioren
| Seizoen                               | Club            | Competitie           | Competitie | Competitie | Beker | Beker | Overig1 | Overig1 | Totaal | Totaal |
| Seizoen                               | Club            | Competitie           | Wed.       | Dlp.       | Wed.  | Dlp.  | Wed.    | Dlp.    | Wed.   | Dlp.   |
| ------------------------------------- | --------------- | -------------------- | ---------- | ---------- | ----- | ----- | ------- | ------- | ------ | ------ |
| 2016/17                               | FC Utrecht      | Eredivisie           | 3          | 0          | 0     | 0     | 0       | 0       | 3      | 0      |
| 2017/18                               | FC Utrecht      | Eredivisie           | 3          | 1          | 1     | 0     | 0       | 0       | 4      | 1      |
| 2018/19                               | FC Utrecht      | Eredivisie           | 15         | 4          | 2     | 1     | 0       | 0       | 17     | 5      |
| 2019/20                               | FC Utrecht      | Eredivisie           | 3          | 1          | 0     | 0     | 1       | 0       | 4      | 1      |
| 2019/20                               | → Almere City   | Eerste divisie       | 24         | 6          | 1     | 0     | —       | —       | 25     | 6      |
| 2020/21                               | → NAC Breda     | Eerste divisie       | 31         | 5          | 1     | 0     | 0       | 0       | 32     | 5      |
| 2021/22                               | → VVV-Venlo     | Eerste divisie       | 16         | 7          | 0     | 0     | —       | —       | 16     | 7      |
| 2022/23                               | VVV-Venlo       | Eerste divisie       | 36         | 12         | 2     | 1     | 4       | 2       | 42     | 15     |
| 2023/24                               | Valenciennes FC | Ligue 2              | 23         | 3          | 4     | 0     | —       | —       | 27     | 3      |
| 2024/25                               | Valenciennes FC | Championnat National | 17         | 1          | 3     | 0     | —       | —       | 20     | 1      |
| 2025/26                               | FC Dordrecht    | Eerste divisie       | 1          | 0          | 0     | 0     | —       | —       | 1      | 0      |
| Totaal senioren                       | Totaal senioren | Totaal senioren      | 172        | 40         | 14    | 2     | 5       | 2       | 191    | 44     |
| Carrièretotaal                        | Carrièretotaal  | Carrièretotaal       | 254        | 86         | 14    | 2     | 5       | 2       | 273    | 90     |
| Bijgewerkt tot en met 9 augustus 2025 |                 |                      |            |            |       |       |         |         |        |        |

1Overige wedstrijden, te weten UEFA Europa League en play-off.

## Interlandcarrière
7 februari 2017 maakte Venema zijn debuut als jeugdinternational. Hij speelde een oefeninterland tegen Portugal –17 en speelde dit duel gelijk met 1-1. In totaal speelde hij 2 (oefen)interlands voor Nederland –17 zonder een doelpunt te maken. Op 30 augustus 2017 maakte Venema zijn debuut in Nederland –19 in een oefeninterland tegen België –19. Deze wedstrijd eindigde in een 1-2 nederlaag, Venema wist niet te scoren.
| Seizoen | Jeugdteam     | Soort Interland | Datum            | Tegenstander  | Uitslag | Doelpunten |
| 2015/16 | Nederland –17 | oefeninterland  | 7 februari 2016  | Portugal –17  | 1-1     | 0          |
| 2015/16 | Nederland –17 | oefeninterland  | 9 februari 2016  | Engeland –17  | 0-2     | 0          |
| 2017/18 | Nederland –19 | oefeninterland  | 30 augustus 2017 | België –19    | 1-2 (v) | 0          |
| 2017/18 | Nederland –19 | oefeninterland  | 1 september 2017 | Portugal –19  | 2-2     | 0          |
| 2017/18 | Nederland –19 | oefeninterland  | 4 september 2017 | Finland –19   | 0-9 (w) | 2          |
| 2017/18 | Nederland –19 | oefeninterland  | 9 november 2017  | Italië –19    | 2-1 (w) | 0          |
| 2017/18 | Nederland –19 | EK kwalificatie | 7 oktober 2017   | Hongarije –19 | 2-0 (w) | 0          |
| 2017/18 | Nederland –19 | EK kwalificatie | 10 oktober 2017  | Slovenië –19  | 2-2     | 0          |